# Вентассо
Вентассо (італ. Ventasso) — муніципалітет в Італії, у регіоні Емілія-Романья,  провінція Реджо-Емілія. Муніципалітет утворено 1 січня 2016 року шляхом об'єднання муніципалітетів Бузана, Колланья, Лігонкьо та Рамізето.
Вентассо розташована на відстані близько 330 км на північний захід від Рима, 85 км на захід від Болоньї, 45 км на південний захід від Реджо-нелль'Емілії.
Населення — 4306 осіб (2014).
Щорічний фестиваль відбувається  у вересні. Покровитель — San Venanzio abate.

## Демографія
Населення за роками:

Станом на 1 січня 2023 року в муніципалітеті офіційно проживало 308 іноземців з 28 країн, серед них 75 громадян країн Євросоюзу та 33 громадяни України.

## Сусідні муніципалітети
- Кастельново-не'-Монті
- Вілла-Міноццо
- Комано
- Фівіццано
- Сіллано-Джункуньяно
- Монкьо-делле-Корті
- Паланцано
- Ветто